# Boleslas III le Prodigue
 (mars 2010).
Si vous disposez d'ouvrages ou d'articles de référence ou si vous connaissez des sites web de qualité traitant du thème abordé ici, merci de compléter l'article en donnant les références utiles à sa vérifiabilité et en les liant à la section « Notes et références ».
Boleslas III le Prodigue (en polonais Bolesław III Rozrzutny), connu aussi sous le nom de Boleslas III le Généreux (Bolesław III Hojny), de la dynastie des Piasts, est né le 23 mars 1291 et est mort le 21 avril 1352.

## Titres
Boleslas III le Prodigue est duc de Legnica (1312-1342), de Brzeg (à partir de 1311) et de Wrocław (1296-1311, il exerce le pouvoir à partir de 1305/1306), duc de Kalisz (1306-1307), duc d’Opava (1308-1311), duc de Namysłów (1323-1338). Il devient vassal de la Bohême en 1329.

## Biographie
Boleslas III le Prodigue est le fils aîné d’Henri V le Gros, duc de Wrocław et de Legnica, et d’Élisabeth de Grande-Pologne. 
Boleslas n’a que 5 ans lorsque son père décède. Sa mère Élizabeth (?-1304) et son oncle Bolko Ier de Jawor (?-1301) assurent la régence. Après la mort de Bolko, Henri de Wierzbno devient le protecteur des enfants d’Henri V le Gros. En 1302, celui-ci est écarté et remplacé par Venceslas II de Bohême, pour qui le riche duché de Wrocław revêt une importance stratégique considérable. Dans le but de s’assurer l’allégeance du jeune duc, Venceslas l’envoie à la cour de Prague en 1302. Un an plus tard, Venceslas décide que sa fille Marguerite, qui n’a que 7 ans, sera l’épouse de Boleslas.     
L’attitude de Venceslas vis-à-vis de Boleslas III inquiète les successeurs potentiels du roi de Bohême qui voient en Boleslas un sérieux concurrent. Lorsque Venceslas III est assassiné à Olomouc en 1306, Boleslas III se donne le titre de haeres Regni Poloniae (héritier du Royaume de Pologne) et veut faire valoir ses droits à la succession des Premyslides.
Les forces militaires du jeune duc sont trop maigres pour pouvoir concurrencer les autres candidats au trône : Rodolphe III de Habsbourg, Henri de Carinthie et Jean de Luxembourg. Les chances de Boleslas de monter sur le trône de Pologne se sont également évanouies après l’échec de sa tentative de s’emparer du duché de Kalisz (1306-1307) et à la suite de sa défaite dans la guerre contre Henri III de Głogów. Le seul succès de Boleslas III est la conquête du duché d'Opava en 1308, qui devait revenir à Nicolas Ier d'Opava. Boleslas III n’abdiquera à Opava qu'à la suite de l'accord d'Olomouc du 11 juin 1311, par lequel Nicolas Ier rachète son duché. 
Les larges ambitions politiques de Boleslas mettaient fortement à contribution le trésor de son duché pour que le duc puisse maintenir son rang. En 1311, sous la pression de la noblesse inquiète de voir le duc dépenser sans compter, Boleslas est contraint de partager son duché avec ses deux jeunes frères, Henri et Ladislas. Le duché est divisé en trois morceaux : Wrocław, Legnica et Brzeg. En tant qu’aîné, Boleslas est le premier à choisir, et à la surprise générale, il choisit la plus petite part, le duché de Brzeg. Probablement que Boleslas voulait continuer sa politique qui nécessitait beaucoup d’argent. En optant pour le plus petit des duchés, il recevait une compensation financière de ses frères, ce qui lui permettait de renflouer sa trésorerie. Cette vue à court terme lui a fait perdre le duché le plus important, celui de Wrocław, qui est revenu à Henri.  
Au début, en tout cas, Boleslas semblait avoir fait le bon choix. En 1312, il récupère déjà le duché de Legnica, son plus jeune frère Ladislas étant incapable de lui verser la compensation financière promise. 
En 1312, Boleslas et Henri concluent une alliance avec Ladislas le Bref, le maître de la Petite Pologne. L’union de leurs forces devait permettre de reprendre les territoires dont Henri III de Głogów s’était emparé aux dépens de leur père Henri V le Gros. La guerre se termine en 1317. Si elle a permis à Ladislas le Bref de conquérir la plus grande partie de la Grande-Pologne, ses deux alliés n’obtiennent pas de gains territoriaux importants. Boleslas n’annexe que Wołów et Lubiąż, alors qu’Henri doit se contenter d’Uraz. 
La paix étant revenue en Silésie, Boleslas III se tourne vers la Bohême où il soutient Jean de Luxembourg qui doit faire face à l’opposition des puissants. Il recevra les dividendes de son appui en 1321-1322, lorsqu’il est nommé gouverneur de la Bohême par le roi qui doit s’absenter une longue période pour se rendre en Allemagne et en Italie.  
Une nouvelle guerre éclate en Silésie en 1321. Les ducs de Głogów sont battus par une coalition composée de Boleslas III, Henri VI le Bon, Bolko II d’Opole et Ladislas le Bref. Un traité de paix est conclu à Cracovie le 10 août 1323, en vertu duquel le duc Conrad Ier d’Oleśnica cède le duché de Namysłów à Boleslas III, avec les places fortes de Namysłów, Byczyna et Kluczbork. 
À partir de 1322, les relations de Boleslas avec son jeune frère Henri commencent à se détériorer. En effet, Henri refuse de suivre la politique agressive de son frère, en signant notamment une paix séparée avec Conrad Ier d’Oleśnica. De plus, Boleslas convoite le riche duché de Wrocław. Il propose officiellement à son frère d’échanger le duché de Wrocław contre celui de Legnica, ce qu’Henri refuse. La guerre éclate entre les deux frères. Henri tente de s’allier au roi de Pologne, Ladislas Ier le Bref. En échange de l’aide de Ladislas, Henri promet de devenir son vassal et d’en faire son héritier. Ne voulant pas se risquer à un conflit armé avec la Bohême, Ladislas décline la proposition. Henri se tourne alors vers l’empereur Louis IV de Bavière, à qui il rend un hommage de vassalité le 20 avril 1324. Boleslas essaie de prendre Henri de vitesse, mais toutes ses attaques sont arrêtées par les fortifications de Wrocław.  
La situation dans la région change complètement en 1327. Jean de Luxembourg, préparant une offensive contre Ladislas Ier le Bref, contraint Henri à rompre ses accords avec le Saint-Empire et à devenir le vassal de la Bohême. En échange, il lui laisse l’usufruit de son duché et déshérite Boleslas III et ses descendants.  
Profitant de l’absence de Jean de Luxembourg en Bohême, Boleslas III essaie une dernière fois de s’emparer de Wrocław à la charnière des années 1327 et 1328. Il est une nouvelle fois arrêté par les murs de la ville. 
L’année 1329 voit le retour en Silésie du frère cadet, Ladislas, écarté du pouvoir en 1312. Devenu vassal de Jean de Luxembourg, il vient prendre possession du duché de Legnica au nom du roi de Bohême. De plus en plus isolé et n’ayant pas les moyens d’une guerre contre la Bohême, Boleslas III rend un hommage de vassalité au roi de Bohême, le 9 mai 1329, à Wrocław.   
Ayant perdu son indépendance, l’importance politique de Boleslas III se réduit.  En tant que vassal, de 1329 à 1331, il participe aux guerres de Jean de Luxembourg, notamment en Lusace en 1329 et à Głogów en 1331.  
Continuant à mener un train de vie élevé (il participe notamment au congrès de Visegrád en 1335), Boleslas III est obligé d’augmenter sans cesse les taxes et de vendre des morceaux de son duché.  
Le fils aîné de Boleslas, Waclaw, refusant la dilapidation du patrimoine familial, se révolte contre son père et exige sa part d’héritage. Ne voulant pas entrer en conflit avec son fils, Boleslas lui donne le duché de Namysłów en 1338. Quatre ans plus tard, il donne également le duché de Legnica à ses fils. Avec sa nouvelle épouse Catherine Šubić, il se retire à Brzeg où il terminera sa vie.  
Bien que sa fortune se soit considérablement réduite, Boleslas continue à dépenser sans compter. Il participe à tous les grands événements de son époque, que ce soit le mariage de Casimir III le Grand en 1341 ou le couronnement de Charles IV de Luxembourg en 1344, ce qui l’oblige à brader des morceaux de son duché.  
Sa politique dépensière lui a valu d’être excommunié à deux reprises. En 1337, il a été excommunié parce qu’il n’avait pas pu payer la dîme à l’Église. En 1340, il a été excommunié parce qu’il s’était emparé de biens appartenant à l’Église. La sanction n’a été levée que lorsque Boleslas s'est retrouvé sur son lit de mort, à la suite de démarches entreprises par ses enfants.

## Décès et descendance
Boleslas III le Prodigue est mort à Brzeg le 21 avril 1352. Il est inhumé dans le monastère de Lubiąż. Boleslas a été marié à deux reprises. De son premier mariage avec Marguerite de Bohême (décédée en 1322), il a eu trois fils : 
- Waclaw,
- Louis,
- Nicolas.

De son second mariage avec Catherine Šubić, il n’a eu aucun enfant. Par testament, Boleslas a laissé le duché de Brzeg à sa veuve, qui l’a conservé jusqu’à sa mort en 1358. 